# Anam (Uruk)
Anam war im 19. Jahrhundert v. Chr. ein König von Uruk in altbabylonischer Zeit. Er folgte Sin-Gamil und ist durch historische Quellen schlecht bezeugt. Da von ihm eine Inschrift bekannt wurde, wonach er das Gigparku in Uruk restauriert hat, ist jedoch von seiner Historizität auszugehen.